# Martin Hanzal
Martin Hanzal (* 20. února 1987 Písek) je český hokejový útočník hrající za klub TJ Hluboká nad Vltavou Knights.

## Charitativní činnost
Je členem týmu Real TOP Praha, v jehož dresu se zúčastňuje charitativních zápasů a akcí.

## Ocenění a úspěchy
- 2005 Postup s týmem HC České Budějovice do ČHL
- 2005 MS-18 – All-Star Tým
- 2007 WHL – Druhý All-Star Tým Východu
- 2007 WHL – Nejlepší nahrávač mezi nováčky
- 2007 WHL – Nejproduktivnější hráč mezi nováčky

## Prvenství
- Debut v NHL – 4. října 2007 (Phoenix Coyotes proti St. Louis Blues)
- První asistence v NHL – 4. října 2007 (Phoenix Coyotes proti St. Louis Blues)
- První gól v NHL – 11. října 2007 (Nashville Predators proti Phoenix Coyotes, kanadskému brankáři Chris Mason)
- První hattrick v NHL – 4. prosince 2008 (Phoenix Coyotes proti Toronto Maple Leafs)

## Klubové statistiky
| Sezóna       | Klub                           | Soutěž       |     | Základní část | Základní část | Základní část | Základní část | Základní část |    | Play off | Play off | Play off | Play off | Play off |
| Sezóna       | Klub                           | Soutěž       | Z   | G             | A             | B             | TM            | Z             | G  | A        | B        | TM       |          |          |
| 2005/2006    | HC České Budějovice            | ČHL          | 19  | 0             | 1             | 1             | 10            | —             | —  | —        | —        | —        |          |          |
| 2007/2008    | Phoenix Coyotes                | NHL          | 72  | 8             | 27            | 35            | 28            | —             | —  | —        | —        | —        |          |          |
| 2008/2009    | Phoenix Coyotes                | NHL          | 74  | 11            | 20            | 31            | 40            | —             | —  | —        | —        | —        |          |          |
| 2009/2010    | Phoenix Coyotes                | NHL          | 81  | 11            | 22            | 33            | 104           | 7             | 0  | 3        | 3        | 10       |          |          |
| 2010/2011    | Phoenix Coyotes                | NHL          | 61  | 16            | 10            | 26            | 54            | 4             | 1  | 2        | 3        | 8        |          |          |
| 2011/2012    | Phoenix Coyotes                | NHL          | 64  | 8             | 26            | 34            | 63            | 12            | 3  | 3        | 6        | 29       |          |          |
| 2012/2013    | ČEZ Motor České Budějovice     | ČHL          | 18  | 8             | 11            | 19            | 73            | —             | —  | —        | —        | —        |          |          |
| 2012/2013    | Phoenix Coyotes                | NHL          | 39  | 11            | 12            | 23            | 24            | —             | —  | —        | —        | —        |          |          |
| 2013/2014    | Phoenix Coyotes                | NHL          | 65  | 15            | 25            | 40            | 73            | —             | —  | —        | —        | —        |          |          |
| 2014/2015    | Arizona Coyotes                | NHL          | 37  | 8             | 16            | 24            | 31            | —             | —  | —        | —        | —        |          |          |
| 2015/2016    | Arizona Coyotes                | NHL          | 64  | 12            | 28            | 40            | 77            | —             | —  | —        | —        | —        |          |          |
| 2016/2017    | Arizona Coyotes                | NHL          | 51  | 16            | 10            | 26            | 43            | —             | —  | —        | —        | —        |          |          |
| 2016/2017    | Minnesota Wild                 | NHL          | 20  | 4             | 9             | 13            | 10            | 5             | 1  | 0        | 1        | 0        |          |          |
| 2017/2018    | Dallas Stars                   | NHL          | 38  | 5             | 5             | 10            | 23            | —             | —  | —        | —        | —        |          |          |
| 2018/2019    | Dallas Stars                   | NHL          | 7   | 1             | 1             | 2             | 4             | —             | —  | —        | —        | —        |          |          |
| 2019/2020    | Dallas Stars                   | NHL          | 0   | 0             | 0             | 0             | 0             | —             | —  | —        | —        | —        |          |          |
| 2020/2021    | HC Samson České Budějovice     | KLLH         | 1   | 3             | 1             | 4             | 0             | —             | —  | —        | —        | —        |          |          |
| 2021/2022    | HC Samson České Budějovice     | KLLH         | 18  | 23            | 34            | 57            | 12            | 9             | 11 | 13       | 24       | 8        |          |          |
| 2022/2023    | HC Samson České Budějovice     | KLLH         | 16  | 21            | 31            | 52            | 14            | 9             | 12 | 14       | 26       | 12       |          |          |
| 2023/2024    | TJ Hluboká nad Vltavou Knights | KLLH         | 15  | 23            | 34            | 57            | 12            | 11            | 8  | 10       | 18       | 39       |          |          |
| Celkem v NHL | Celkem v NHL                   | Celkem v NHL | 673 | 126           | 211           | 338           | 574           | 28            | 5  | 8        | 13       | 47       |          |          |
| Celkem v ČHL | Celkem v ČHL                   | Celkem v ČHL | 37  | 8             | 12            | 20            | 83            | —             | —  | —        | —        | —        |          |          |

## Reprezentace
| Rok                       | Tým                       | Soutěž                    | Z                         | G  | A | B | TM |    |
| ------------------------- | ------------------------- | ------------------------- | ------------------------- | -- | - | - | -- | -- |
| 2005                      | Česko 18                  | MS-18                     | 7                         | 4  | 3 | 7 | 10 |    |
| 2006                      | Česko 20                  | MSJ                       | 6                         | 0  | 2 | 2 | 4  |    |
| 2007                      | Česko 20                  | MSJ                       | 6                         | 2  | 1 | 3 | 6  |    |
| 2008                      | Česko                     | MS                        | 6                         | 0  | 3 | 3 | 8  |    |
| 2013                      | Česko                     | MS                        | 8                         | 1  | 3 | 4 | 2  |    |
| 2014                      | Česko                     | OH                        | 4                         | 0  | 1 | 1 | 4  |    |
| 2016                      | Česko                     | SP                        | 3                         | 1  | 1 | 2 | 2  |    |
| Juniorská kariéra celkově | Juniorská kariéra celkově | Juniorská kariéra celkově | Juniorská kariéra celkově | 19 | 6 | 6 | 12 | 20 |
| Seniorská kariéra celkově | Seniorská kariéra celkově | Seniorská kariéra celkově | Seniorská kariéra celkově | 21 | 2 | 8 | 10 | 16 |